# 54 (szám)
Az 54 (ötvennégy) az 53 és 55 között található természetes szám.

## A szám a matematikában
A tízes számrendszerbeli 54-es a kettes számrendszerben 110110, a nyolcas számrendszerben 66, a tizenhatos számrendszerben 36 alakban írható fel.
Az 54 páros szám, összetett szám. Kanonikus alakja 21 · 33, normálalakban az 5,4 · 101 szorzattal írható fel. Nyolc osztója van a természetes számok halmazán, ezek növekvő sorrendben: 1, 2, 3, 6, 9, 18, 27 és 54.
Tizenkilencszögszám.
Leyland-szám, tehát felírható {\displaystyle x^{y}+y^{x}} alakban.
Tízes számrendszerben Harshad-szám.
A Holt-gráfnak 54 éle van.
Az 54 két szám valódiosztóösszeg-függvényeként áll elő, ezek a 42 és a 2809 (=53²).

## A tudományban
- A periódusos rendszer 54. eleme a xenon.